# Fiskardo
Fiskardo (griechisch Φισκάρδο (n. sg.)) ist eine Ortsgemeinschaft um den gleichnamigen Hafenort mit (2011) 189 Einwohnern im Norden der ionischen Insel Kefalonia. Administrativ gehört der Ort zum Gemeindebezirk Erisos der Gemeinde Sami.
Das Dorf ist, wie der ganze Norden der Insel, vom Erdbeben 1953 weitestgehend verschont geblieben. Aufgrund der historischen Bausubstanz und des kleinen Hafens entwickelte sie sich früh zur touristischen Attraktion.

## Geschichte
In der Antike wurde der 13 n. Chr. gegründete Ort Panormos (Πάνορμος) genannt, im 11. Jahrhundert wurde er von Normannen besiedelt, die ihn nach ihrem König Robert Guiscard benannten, der am nahegelegenen Strand von Porto Atheras gestorben war.
Auf Seekarten der Venezianer, die Kefalonia lange Zeit beherrschten, ist der Ort als Porto di Custodi (Hafen der Wächter), Petiglia, Veneti Victi, Panormos und Dulichio oder auf Griechisch Δολίχιον (Dolichion) bezeichnet. Man geht davon aus, dass seit dem 13. Jahrhundert der Name Fiskardo in verschiedenen Varianten unter den Einheimischen gebräuchlich war (Guisgardo, Pescarda, Viscardo, Piscardo u. a.).
Um 1700 entwickelte sich der Ort zum Hafen der Halbinsel Erissos und zum Warenumschlageplatz nach Ithaka. Aus Fiskardo stammt der in der chinesischen Stadt Harbin geborene Dichter Nikos Kavvadias.

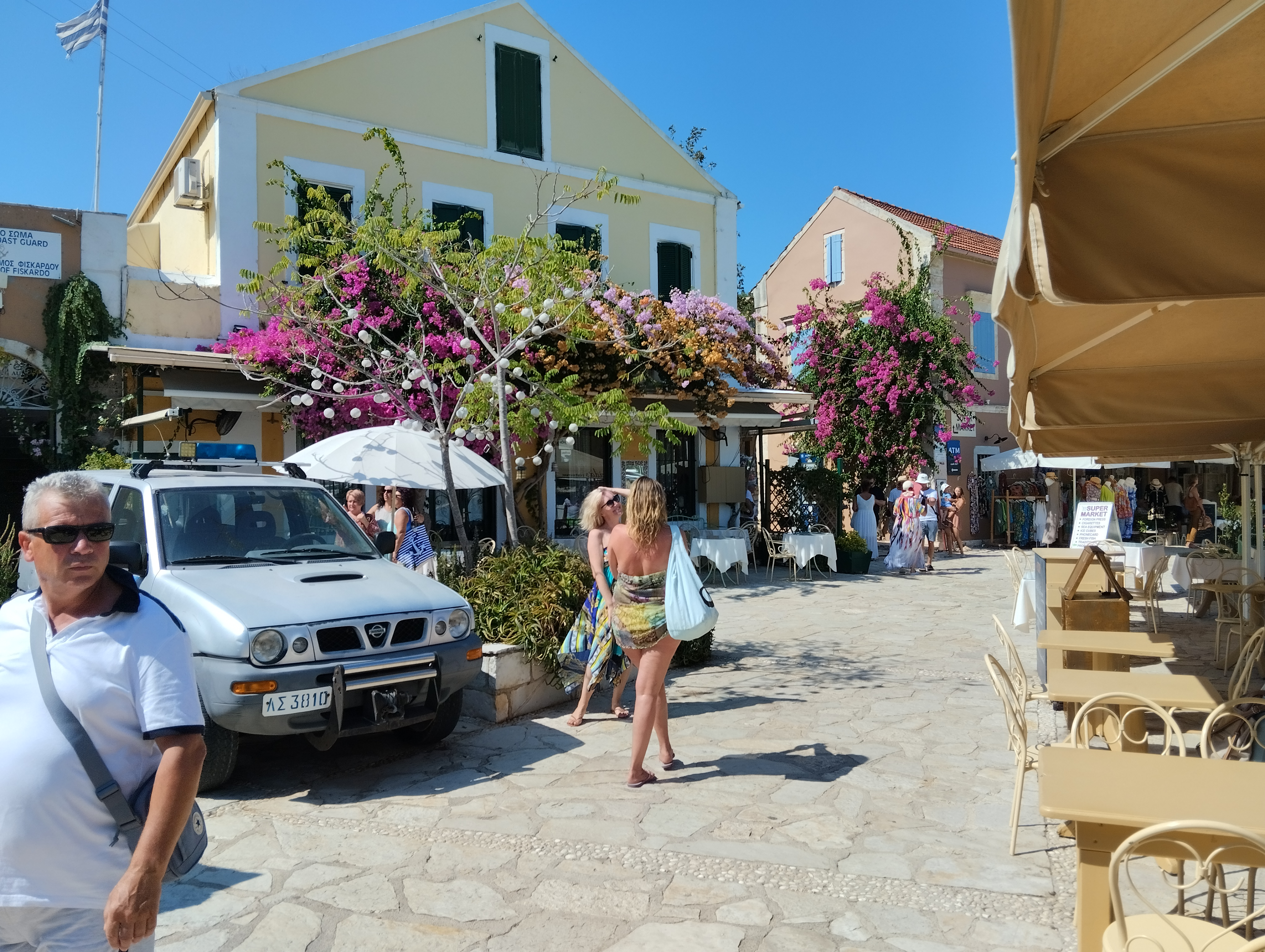
Zentrum

Seit den 1960er-Jahren wurde das Hafengebiet zur Fußgängerzone; traditionelle Kafenia und Kneipen für Fischer und Matrosen wurden zu Restaurants umgebaut. Das bekannteste Beispiel ist das der Köchin Tassia, die das Lokal ihrer Eltern zum Treffpunkt für Gourmets ausbaute. Hier waren auch schon Prominente wie Naomi Campbell, Madonna und Nicolas Cage zu Gast.
Aufgrund der hohen Immobilienpreise zogen die bisherigen Bewohner aus Fiskardo in die umliegenden Ortschaften und konnten ihre bisherigen Häuser gewerblich nutzen oder verkaufen, nur wenige Dutzend Menschen sind noch permanent hier wohnhaft. Mit der Gebietsreform 1997 wurde die Landgemeinde Fiskardo mit zwölf anderen im Norden der Insel zur Stadtgemeinde Erisos zusammengelegt und profitierte auch vom Bevölkerungswachstum auf Kefalonia.
Die letzten Jahre gab es viele Beschwerden über überhöhte Preise (was nicht zuletzt der großen Nachfrage und der kurzen Saison zu verdanken war). Gäste bevorzugten andere Ziele auf Kefalonia, wie den Hafen von Asos. Heute sind die Preise der Lokale moderat. Man versucht, einer weiteren Kommerzialisierung des Ortes entgegenzuwirken, so werden keine Neubauten genehmigt und der Ort bleibt weiterhin für den motorisierten Verkehr gesperrt.

## Sehenswürdigkeiten
Neben dem Hafen gibt es in Fiskardo:
- das kleine Meeresmuseum, betreut von ehrenamtlichen Helfern aus ganz Europa
- den Leuchtturm
- und die Normannische Kirche (Ruine, nördlich der Hafenbucht)